# Río Vinalopó
Río Vinalopó är ett vattendrag i Spanien. Det ligger i den sydöstra delen av landet, 400 km sydost om huvudstaden Madrid.